# Richard Greene
Richard Greene (Los Angeles, 9 november 1942) is een Amerikaanse violist, die tijdens de jaren 1960 heeft meegespeeld bij meerdere rock- en folkbands, waaronder Seatrain.

## Biografie
Al als kind leerde Greene klassieke viool te spelen. Tijdens zijn schooltijd ontdekte hij zijn liefde voor de folkmuziek. In 1960 begon hij een studie aan de universiteit in Berkeley. Tijdens deze periode speelde hij bij verschillende bands, zoals de Coast Mountain Ramblers en de Dry City Scat Band. Ook tijdens zijn eerste beroepsjaren als vastgoedmakelaar maakte hij verder muziek, waaronder bij de Pina Valley Boys. In 1964 ontmoette hij in New York Bill Keith van de Blue Grass Boys, waarbij hij twee jaar later lid werd. Hij is te horen op het album Blue Grass Time.
Na een jaar bij de Blue Grass Boys ging Greene naar de Jim Kweskin Jug Band, waarbij ook Bill Keith en Geoff en Maria Muldaur speelden. Met hen nam hij in 1968 het album Garden of Joy op. Hij ging weer terug naar Californië, waar hij zich voegde bij Blues Project, dat spoedig daarna opging in Seatrain. Na drie jaar Seatrain formeerde hij met Bill Keith de Blue Velvet Band, die slechts het album Sweet Moments produceerde. Daarna speelde Greene bij talrijke studio-opnamen van bekende collega's, waaronder James Taylor, Emmylou Harris, Rod Stewart en Taj Mahal, om er maar enkele te noemen. Daarnaast nam hij enkele soloalbums op.
- Bibliothèque nationale de France: cb14183274c (data)
- Gemeinsame Normdatei: 134390385
- International Standard Name Identifier: 0000 0001 3181 7484
- Library of Congress Control Number: no2006133040
- MusicBrainz: 96f83ea1-2175-408f-a4f9-9816e290debb
- Nationale Bibliotheek van Tsjechië: xx0150352
- Virtual International Authority File: 65701529
- WorldCat: E39PBJth9kmdm6MBxRhTghdfbd